# John Bonham-Carter (1817-1884)
Pour les articles homonymes, voir John Bonham-Carter (1788-1838) et Bonham-Carter.
John Bonham-Carter (13 octobre 1817 – 26 novembre 1884) est un homme politique libéral anglais.

## Jeunesse
Jack Bonham-Carter est le fils de Joanna Maria Smith (1792-1884) et du député de Portsmouth John Bonham-Carter (1788-1838). Parmi ses frères et sœurs se trouve l'artiste Hilary Bonham Carter, un ami de la journaliste politique Harriet Martineau, et Elinor Mary Bonham Carter, l'épouse de l'éminent juriste Albert Venn Dicey.
Ses grands-parents paternels sont Dorothy Cuthbert et Sir John Carter, qui a été maire de Portsmouth. Son grand-père maternel est l'abolitionniste William Smith et par sa tante Frances, il est un cousin germain de Florence Nightingale. Son oncle maternel est le politicien whig Benjamin Smith, père de ses cousins germains Barbara Bodichon et Benjamin Leigh Smith.
Il fait ses études au Clifton College et au Trinity College de Cambridge.

## Carrière
De 1847 à 1874, il est député du Parti libéral pour Winchester. Il est brièvement Lord du Trésor en 1866 et, au cours de ses deux dernières années au Parlement, il est président des voies et moyens. En 1879, il est haut shérif du Hampshire, un poste que son père occupait en 1829.
Il est membre de la Royal Photographic Society, plus tard la Royal Photographic Society, de 1853 jusqu'à sa mort.
De 1873 à 1884, il est membre du Winchester College.

## Vie privée
En 1848, Bonham-Carter épouse sa cousine Laura Maria Nicholson (c. 1825 –1862), la fille de l'avocat George Thomas Nicholson de l'Abbaye de Waverley et d'Anne Elizabeth Smith. Sa sœur aînée, Marianne, épouse l'ingénieur Douglas Strutt Galton, son frère est le lieutenant-général Sir Lothian Nicholson et son grand-père est l'éminent marchand Samuel Nicholson (marchand) (en). Ensemble, ils sont les parents de :
- Amy Laura Bonham-Carter (c. 1849 –1859), décédé jeune[2].
- Iona Mary Bonham-Carter (née c. 1850), qui épouse Philip Edward Tillard (1836–1913).
- John Bonham-Carter III de Buriton (1852–1905), qui épouse Mary Withers.
- Francis Bonham-Carter (1853-1878), décédé célibataire à Darjeeling, Bengale occidental, Inde
- Edith Joanna Bonham-Carter (1855-1899), qui ne s'est pas mariée.
- Lothian Bonham-Carter (en) (1858-1927), qui épouse Emily Maud Sumner et joue au cricket de première classe pour le Hampshire
- Alice Laura Bonham-Carter (1860-1928), qui épouse le brigadier-général Anthony Abdy

Après la mort de sa première femme en 1862, il s'est remarié à l'hon. Mary Baring (c. 1828 –1906) le 21 avril 1864, la fille de Francis Baring (1er baron Northbrook) et de Jane Gray (fille de Sir George Grey (1er baronnet) (en)). Mary est la petite-fille de Thomas Baring (2e baronnet) et sœur de Thomas Baring, 1er comte de Northbrook de la famille Barings. Ensemble, ils ont :
- Mary Gray Bonham-Carter (c. 1867 –1917)
- Arthur Thomas Bonham-Carter (né c. 1870)
- Amy Laura Bonham-Carter.

Il est décédé à Petersfield, Hampshire le 26 novembre 1884.